# Magni nominis umbra
La locuzione latina magni nominis umbra, tradotta letteralmente, significa "l'ombra di un grande nome".
La frase, nel contesto originario, allude a Pompeo che, sotto la toga, aveva perduto le sue virtù belliche.
Comunemente si cita a proposito di persone che in passato hanno avuto il loro quarto d'ora di gloria, ma che nel presente riposano sugli allori passati.
La locuzione può anche essere citata come "stat magni nominis umbra". 